# Teuta (Königin)

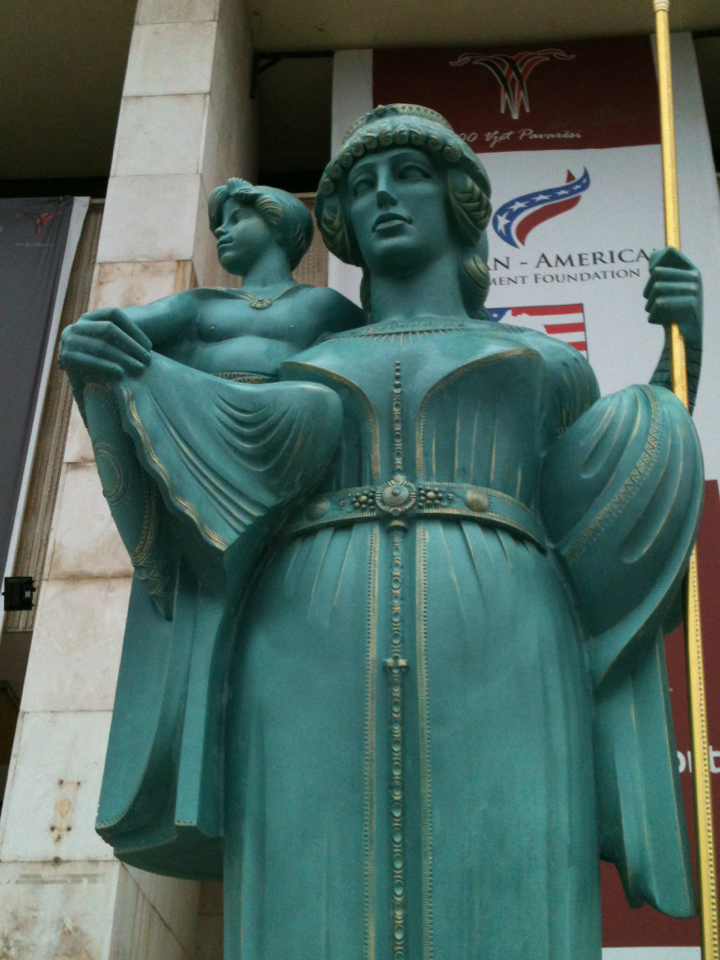
Darstellung Teutas mit ihrem Stiefsohn Pinnes in der albanischen Hauptstadt Tirana

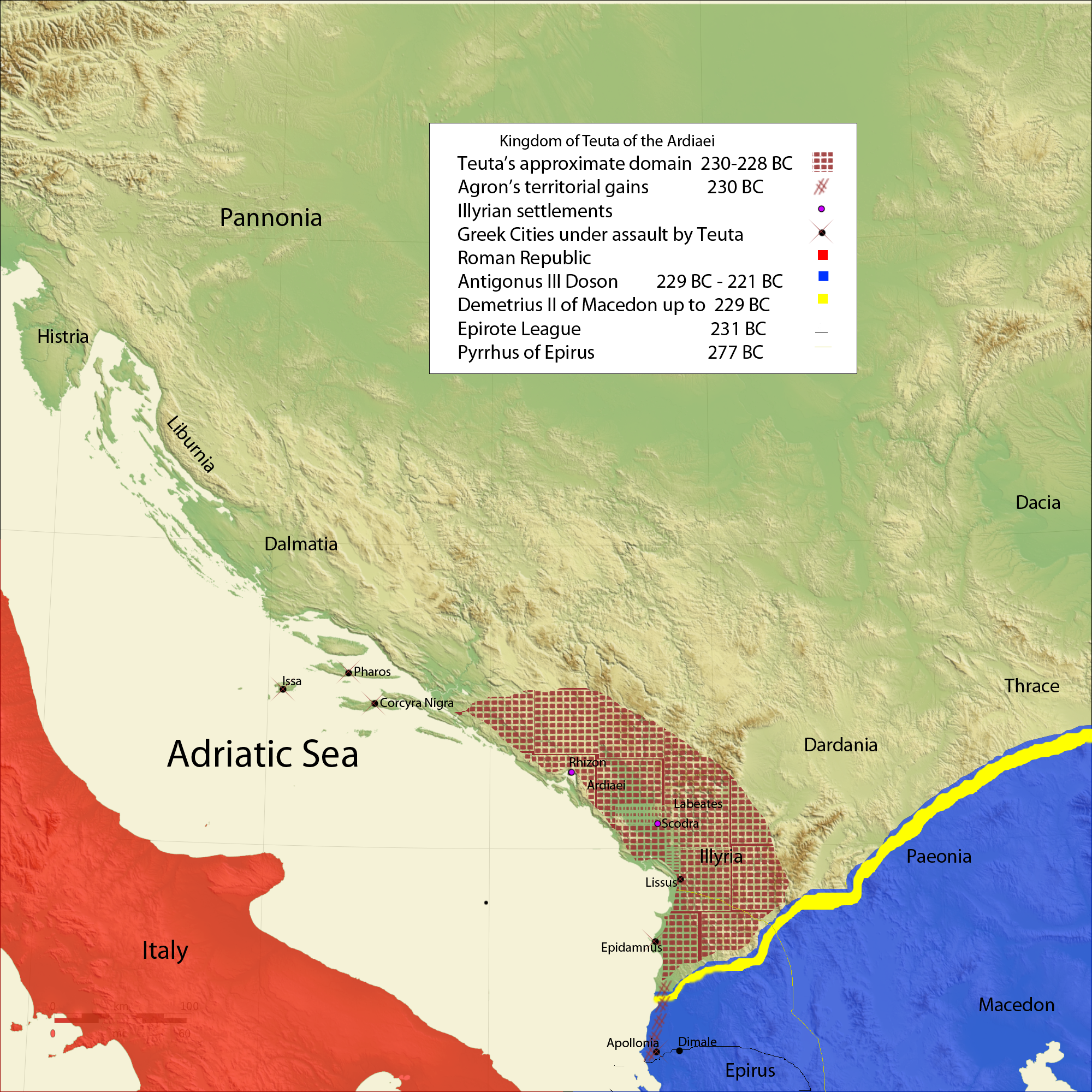
Teutas Herrschaftsbereich (230–228 v. Chr.)

Teuta war eine illyrische Königin. Sie folgte ihrem Gatten Agron aus dem Volksstamm der Labeaten in der Herrschaft nach und regierte von 230 bis 228 v. Chr.

## Biografie
Nach dem Tod ihres Mannes Agron (250–231 v. Chr.), des ehemaligen Königs der Ardiaei, erbte sie sein Königreich und fungierte als Regentin für ihren jungen Stiefsohn Pinnes. Das genaue Ausmaß des Königreichs von Agron und Teuta bleibt ungewiss. Soweit bekannt ist, erstreckte es sich an der Adriaküste von Zentralalbanien bis zur Neretva, und sie müssen den größten Teil des illyrischen Binnenlandes kontrolliert haben. Laut Polybios wandte sich Teuta bald gegen die Nachbarstaaten, befahl ihren Kommandanten, sie alle als Feinde zu behandeln, und unterstützte die Raubzüge ihrer Untertanen. Die Königin startete mit ihrer Flotte Angriffe auf die griechischen Städte Epidamnos und Phoinike an der illyrischen Küste, konnte sie aber nicht einnehmen. Dies brachte schließlich römische Streitkräfte zum ersten Mal dazu, die Adria zu überqueren, da diese Aktivitäten zunehmend ihre Handelsroute in der Adria und im Ionischen Meer störten.

### Frühe Regierungszeit (231–228 v. Chr.)
Unterdessen musste Teuta auch einen Angriff der Dardaner aus dem Landesinneren abwehren.
Bei ihren Plünderungszügen im Seegebiet zwischen Butrint und Korfu schädigten Teutas Piraten auch römische Kaufleute und provozierten damit das Eingreifen des Senats. Dieser war ohnehin schon auf die Illyrer aufmerksam geworden, weil sich noch zu Zeiten König Agrons die Griechen von Issa mit der Bitte um Unterstützung an die Römer gewandt hatten.
Mittlerweile hatte Demetrius, ein Flottenkommandeur Teutas, 229 sogar Korfu besetzen können. Der Senat schickte zwei Gesandte zu Teuta nach Shkodra, um Wiedergutmachung für die geschädigten Kaufleute und die Einstellung der Kaperaktivitäten zu fordern. Die Königin antwortete, dass sie keine rechtliche Möglichkeit habe, den illyrischen Seefahrern das Plündern zu verbieten (Tatsächlich hatte sie wohl weder die Macht dazu noch lag es in ihrem Interesse, denn einerseits übte sie eine nur wenig gefestigte Oberherrschaft über verschiedene illyrische Stämme aus, und andererseits kassierte sie Steuern von den Piraten). Nachdem einer der Gesandten mit dem militärischen Eingreifen der Römer gedroht hatte, ließ Teuta ihn töten.

## Krieg mit Rom (229–228 v. Chr.)
229 v. Chr. erklärte Rom Illyrien den Krieg, und zum ersten Mal überquerten Römische Legionen die Adria, um den westlichen Balkan zu erobern. Die römische Armee, bestehend aus 20.000 Truppen, 200 Kavallerie-Einheiten und einer römischen Flotte von 200 Schiffen, angeführt von Gnaeus Fulvius Centumalus und Lucius Postumius Albinus, wurde geschickt, um Illyrien zu erobern.
Der römische Angriff scheint Teuta überrascht zu haben, da sie im Winter 229 eine große Flottenexpedition mit den meisten ihrer Schiffe gegen die griechische Kolonie Korkyra angeordnet hatte. Als die Römischen Schiffe in Korkyra auftauchten, verriet Teutas Gouverneur Demetrius von Pharos sie und übergab die Stadt den Römern, bevor er für die verbleibende Kriegszeit zu ihrem Berater wurde. Am Ende des Konflikts 228 v. Chr. verliehen ihm die Römer die Position als Gouverneur von Pharos und den angrenzenden Küsten. Der Rest der römischen Armee landete inzwischen weiter nördlich bei Apollonia, Illyrien. Die kombinierte Armee und Marine gingen gemeinsam nach Norden, unterwarfen eine Stadt nach der anderen und belagerten schließlich die Hauptstadt Scodra. Teuta selbst hatte sich mit einigen Anhängern zurückgezogen und floh zum strategisch besser gelagerten Rhizon, der Hauptbasis der illyrischen Flotte.
Laut Polybius schloss sie im Frühjahr 228 v. Chr. einen Vertrag, durch den sie sich bereit erklärte, einen jährlichen Tribut zu zahlen, um über eine begrenzte und enge Region nördlich von Lezhë zu regieren. Rom forderte sie außerdem auf, die endgültige Autorität Roms anzuerkennen. Laut Cassius Dio dankte Teuta später im Jahr 227 v. Chr. ab.

## Darstellungen
Der detaillierteste Bericht über Teutas kurze Regierungszeit ist der von Polybius (ca. 200–118 v. Chr.), ergänzt durch Appian (2. Jh. n. Chr.) und Cassius Dio (ca. 155–235 n. Chr.).
Polybius Erzählungen wurden fast ein Jahrhundert nach den Ereignissen verfasst. Da Polybius den Illyrern und ihren Königen feindlich gegenüberstand, wurde seine Erzählung wahrscheinlich von einem römischen Annalisten Quintus Fabius Pictor (fl. 215 v. Chr.), einem Zeitgenossen, geerbt.
Da Fabius bereit war, das negative Bild der bestehenden Tradition zu akzeptieren, das seine eigenen negativen Ansichten über Frauen bestätigte. Er beschreibt die Illyrische Königin wie folgt: "... wie eine Frau wurde sie zusätzlich zu ihrer angeborenen Rücksichtslosigkeit wegen der Macht, die sie besaß, mit Eitelkeit aufgeblasen … In sehr kurzer Zeit demonstrierte sie jedoch das Schwäche des weiblichen Geschlechts, die durch mangelndes Urteilsvermögen schnell zu einer Leidenschaft wird und durch Feigheit schnell Angst bekommt. "

## Sonstiges

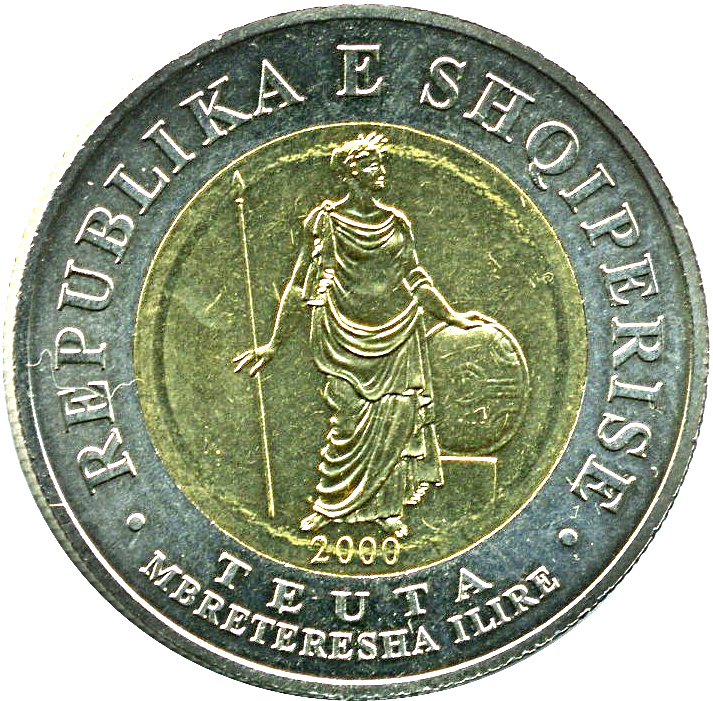
Teuta auf der albanischen 100-Lek-Münze

- Nach einer Legende der Bewohner von Risan, beendete Teuta ihr Leben in Trauer, indem sie sich von einem Berg in der Region Orjen in die Tiefe warf
- Teuta ist heutzutage ein beliebter Vorname vieler Albanerinnen
- Teuta ist auf der Rückseite der albanischen 100-Lek-Münze abgebildet
- Ihr zu Ehren wurde eine Statue vor der Banka Kombëtare Tregtare in Durrës errichtet
- Der Name Teuta ist ebenfalls aus einer Inschrift aus dem 1. oder 2. Jahrhundert in der Provinz Dalmatien bekannt.[1]